# Повіт Хікі
Пові́т Хі́кі (яп. 比企郡, ひきぐん, МФА: [çikʲi guɴ]) — повіт у префектурі Сайтама, Японія.